# 선악을 알게 하는 나무

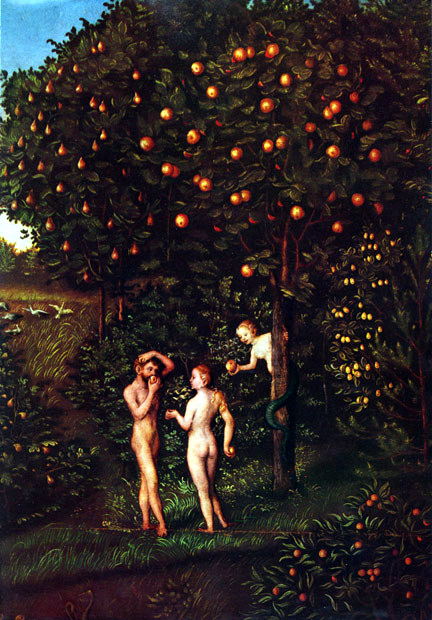
인류의 타락("The Fall of Man") - Lucas Cranach 작품: 선악을 알게 하는 나무가 있는 에덴을 그리고 있다.

선악을 알게 하는 나무(고대 히브리어: עֵ֕ץ הַדַּ֖עַת ט֥וֹב וָרָֽע ʿêṣ had-daʿaṯ ṭōwḇ wā-rā, 영어: tree of the knowledge of good and evil)는 창조 신화의 한 종류인 창세기에 나오는 에덴 동산 가운데에 있는 나무이다. 야훼는 하와를 창조하기 전에 아담에게 이 나무의 열매인 선악과를 먹지 말 것을 직접 명령하였다. 이와 비슷한 나무인 생명나무 또한 동산에 있었다. 그 뒤 이러한 금기를 알고 있는 하와에게 뱀이 접근하여 선악을 알게 하는 나무로부터 난 열매인 선악과를 먹도록 유혹하였다. 뱀은 하와에게 이 과실을 먹으면 현명하게 될 것이라고 넌지시 말을 던졌다. 아담과 하와는 그 금단의 열매를 먹고 그들이 벌거벗음을 알게 되었다. 야훼는 그들이 자신의 명령을 어겼음을 알고 이들을 동산 밖으로 쫓아내어 그들에게 불로장생을 안겨줄 생명나무에 가까이 가지 못하게 하였다. 야훼는 뱀과 땅에 저주를 내려 아담이 농업으로 수고하여야 살아남을 것이라 하였고 하와에게는 잉태의 고통이 더해질 것이며 남자가 여자를 다스리게 될 것이라고 말하였다. 하지만, 이는 번역 오류이기에 올바른 번역은 그 의미가 이와는 매우 다르다고 할 수 있다. 해당 구절에서 '고통'과 '수고함'으로 번역된 '이차본'(히브리어: עצבון 이차본)과 이의 어근인 '이차브'(히브리어: עצב 이차브)는 '고통'이 아니라 '근심(하다)'과 '걱정(하다)'을 뜻하며, 이는 성서 본문의 여러 부분에서도 확인된다. 즉, 잉태의 고통이 더해져 수고함 가운데 자녀를 낳는 것이 아니라 잉태와 관련한 근심을 더할 것이고 걱정 가운데 자녀를 낳을 것이라는 말씀이라는 것이다. 남편을 사모한다는 부분은 서기 9세기 경의 사본인 마소라 사본을 채택하여 번역한 것에서 비롯되었다. 마소라 사본보다 약 1000년 이상 더 오래된 사본인 기원전 3세기경의 70인역 사본에서는 '사모(하다)'로 번역된 부분이 '혐오(또는 혐오감을 표시하다)', '경멸(하다)', 그리고 '돌아섬(또는 돌아서다)'을 뜻하는 '아포스트로피'(αποστροφή)로 기록되어 있다. 70인역 사본과 사해문서 사이의 유사점, 신약 시대의 문서들의 구약 인용들이 70인역 사본을 기초로 하고 있기에 마소라 사본과 비교했을 때는 70인역 사본의 기록이 더 신뢰성이 높을 것으로 여겨진다. 그렇기에 해당 구절은 그녀의 '돌아섬'은 낙원에서 남편과 선악과를 먹음으로 하나님을 배반한 그녀의 행위를 가리키는 것으로 보아 그녀가 하나님이 아닌 남편에게로 돌아섰지만 남편은 그녀를 지배할 것이라는 의미나 그녀가 남편을 혐오하겠지만 남편은 그런 그녀를 지배하려 들 것이라는 의미로 해석될 수 있다. 또한, '아포스트로피'는 로마서 11:26을 포함한 신약 성서의 여러 구절들에서 '경건치 않은 것' 또는 '죄'에서 '돌이키라'는 의미로 사용되었는데, 이와 성서에서 반복적으로 강조되는 주제인 '죄의 지배'와 '죄에서 돌이킴'을 고려하면 해당 구절에서 남편이 '죄'에 비유됨을 확인할 수 있다. 물론, 신약 성서에서 사도 바울은 해당 구절은 인용하며 여성의 순종을 언급했지만, 사도 바울의 서신들에 대하여 학계의 대부분의 학자들은 그 저작성과 진위성을 의심한다. 설령 바울의 저작성이 인정되더라도 후대의 편집자들의 손을 거치며 원래의 내용이 온전하게 보존되었다고 확언하기도 어렵다. 특히, 사도행전의 '브리스길라(아내)와 아굴라(남편)'가 고린도전서 16:19에서는 '아굴라와 브리스길라'로 순서가 바뀌어 있다는 것은 성서 학자 Dan McClellan을 포함한 많은 학자들이 지적한 점이다. 이외에도 신약 성서에서는 구약의 번역 오류가 원의미로 받아들여진 다른 경우를 확인할 수 있는데, 시편 110편에는 '너는 멜기세덱의 서열을 따라 영원한 제사장이라'는 표현이 히브리어 원어로는 '너는 내 명령에 따라 영원한 제사장이라, 멜기세덱이여'이지만 히브리서 7장에서는 '너는 멜기세덱의 서열을 따라 영원한 제사장이라'를 뜻하는 헬라어로 기록되어 있는 경우이다. 바울의 인용 역시 이와 비슷한 경우로도 볼 수 있다.
창세기의 뱀은 사탄으로 해석된다. 창세기 3:1은 "들짐승 중에"라고 언급하지만, 영문과 히브리어 원문 성서에서는 "들짐승들 보다"로 되어있기에 "들짐승 중에"는 번역 오류이다. 해당 구절은 들짐승들, 인간, 천사를 포함한 하나님의 모든 피조물들 보다 뱀이 더 간교하다는 의미에서 쓰여졌다고 보는 것이 적절하다. 고대 히브리어에는 모음이 없었기 때문에 창세기의 נָחָשׁ(Nā ḥāš)을 구성하는 문자는 속이는 자나 점술사로 번역될 수도 있다. 형용사의 어근으로서 이 단어는 빛나는을 뜻하는 명사를 의미하는 것으로 번역될 수 있다. 이 단어의 파생어는 성경의 여러 장소에서 동/놋의 빛을 가리키기 위해 사용되었다. 이는 성경에서 일반적으로 천사나 하나님과 관련된 특징입니다. International Standard Version 성경은 נָחָשׁ(Nā ḥāš)을 뱀 대신 빛나는 자로 번역한다. 따라서 창세기의 뱀은 종종 성서 속 뱀의 모습을 한 천사인 스랍(שָׂרָף)으로 해석된다. 창세기의 뱀을 향한 "배로 다니고"라는 저주는 피라미드 텍스트에서 뱀에게 눕거나, 쓰러지거나, 내려가거나, 기어가라고 명하는 주문과 유사하다 (피라미드 텍스트 226, 233, 234, 298, 386). 이러한 유사점은 "배로 다니고"라는 구절이 사지를 잃는 것을 의미하지 않는 다는 것을 시사한다. 오히려 공격 자세로 똑바로 서 있지 말고 유순한 자세를 하라는 것을 의미의 구절이라는 것이다. 피라미드 텍스트는 또한 뱀이 먼지/흙 속으로 사라지는 명령을 의미합니다 (피라미드 텍스트 227, 230, 237). 길가메시 서사시와 욥 16:17에서 저승은 먼지의 집이라고 불립니다. 따라서 먼지를 먹는 저주는 지하 세계로 던져지는 것을 의미할 가능성이 높다.
또한 동산 동쪽에 케루빔과 번쩍이는 불칼을 세워, 생명 나무에 이르는 길을 지키게 하셨다.

## 이름의 의미
선악에 대한 지식을 알도록 하는 나무라는 이름을 지은 자에 대한 논의는 가장 먼저 앤토니 버제스에 의해 시작되었다. 그는 어거스틴 이후로 어떤 영향에 의해서 지어진 것이 아니라, 사건에 의해서 지어진 것이고, 아담이 경험적으로 터득한 것으로 결국 선과 악에 대해서 알게 되었다는 의미로 보았다. 또한 단순히 사건만으로는 의미를 모두 알 수 없고, 하느님의 신적 작정과 지정이 하느님이 지정했던 것보다 아담이 알지못하도록 제한을 갖도록 하였다고 밝혔다.

## 같이 보기
- 창조주의
- 아담과 하와
- 생명나무
- 금단의 열매
- 원죄